# Décès en mars 1955
Décès
- 1951
- 1952
- 1953
- 1954
- 1955
- 1956
- 1957
- 1958
- 1959

Pour une information complémentaire, voir la page d'aide.

| Date    | Nom            | Pays                 | Activités           | Âge | Source |
| ------- | -------------- | -------------------- | ------------------- | --- | ------ |
| 27 mars | René Courcelle | Drapeau de la France | Botaniste français. | 69  |        |